# Paruroctonus stahnkei
Espèce
Synonymes
- Vaejovis stahnkei Gertsch & Soleglad, 1966

Paruroctonus stahnkei est une espèce de scorpions de la famille des Vaejovidae.

## Distribution
Cette espèce se rencontre aux États-Unis en Arizona et au Mexique au Sonora.

## Description
La femelle holotype mesure 25,2 mm et le mâle 24,7 mm.

## Systématique et taxinomie
Cette espèce a été décrite sous le protonyme Vaejovis stahnkei par Gertsch et Soleglad en 1966. Elle est placée dans le genre Paruroctonus par Soleglad en 1972.

## Étymologie
Cette espèce est nommée en l'honneur d'Herbert Ludwig Stahnke.

## Publication originale
- Gertsch & Soleglad, 1966 : « Scorpions of the Vejovis boreus group (subgenus Paruroctonus) in North America. » American Museum Novitates, no 2278, p. 1-54 (texte intégral).